# Chrysemosa umbralis
Chrysemosa umbralis är en insektsart som först beskrevs av Luisa Eugenia Navas 1933.  Chrysemosa umbralis ingår i släktet Chrysemosa och familjen guldögonsländor. Inga underarter finns listade i Catalogue of Life.